# Boarmia multipunctata
Boarmia multipunctata là một loài bướm đêm trong họ Geometridae.